# Le Cellier

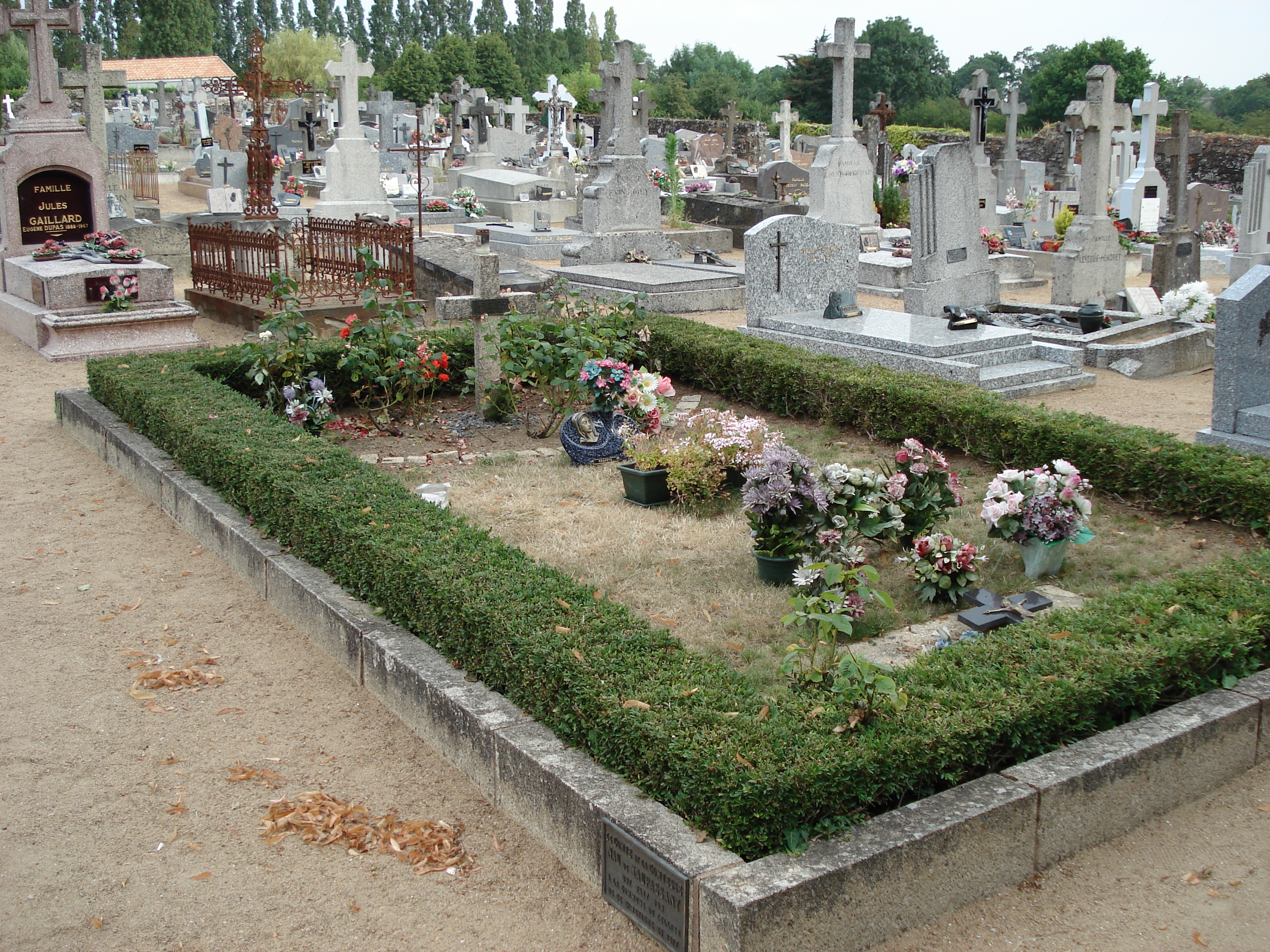
Louis de Funès sírja

Le Cellier település Franciaországban, Loire-Atlantique megyében. Lakosainak száma 4011 fő (2022. január 1.). Le Cellier Divatte-sur-Loire, Couffé, Ligné, Mauves-sur-Loire, Oudon, Saint-Mars-du-Désert és Orée d’Anjou községekkel határos.

## Népesség
A település népességének változása:
| Lakosok száma | 1844 | 2681 | 3139 | 3558 | 3705 | 3666 | 3793 | 3974 | 3984 | 4011 |
|               | 1968 | 1982 | 1990 | 2006 | 2013 | 2015 | 2017 | 2019 | 2020 | 2022 |

## Hírességek
Élete utolsó éveiben itt élt Louis de Funès francia színész, filmszínész és komikus, majd itt helyezték örök nyugalomra is.